# Церква Благословення (Берлін)
Церква Благословення (нім. Segenskirche), розташована на Шенхаузер-алеї в районі Пренцлауер-Берг і що входить у пробство центрального Берліна (нім. Kirchenkreis Berlin Stadtmitte), відноситься до архітектурних пам'яток Берліну, що охороняються державою.
Починаючи з 2007 року, церковна громада доєдналася до спільного проєкту з «Communauté Don Camillo» зі швейцарської комуни Ла-Тен, де з 1977 року практикується монастирський спосіб життя.
Нині час церква Благословення перетворена на міський монастир Благословення (нім. Stadtkloster Segen).

## Історія
На межі XIX і XX століть північно-східний Берлін швидко забудовувався прибутковими будинками, громадськими та культовими будинками. Протестантська Ціонськірхе, відкрита в 1873 році, поступово перестала вміщати число парафіян, що стрімко збільшується. Одна з її дочірніх громад перемістилася до Гефсиманської церкви, освяченої в 1893 році. Інша дочірня громада придбала у 1900 році земельну ділянку на Шенхаузер-алеї з житловим будинком, рестораном та кегельбаном, які були частково знесені, щоб розчистити місце для нового храму. Будівельні роботи почалися у жовтні 1905 року, а 6 травня наступного року у стіну вівтаря замурували на згадку свідоцтво про будівництво (нім. Bauurkunde). Церкву було зведено за проєктами трьох архітекторів — Августа Динклаге, Эрнста Паулюса, Олафа Лілле (нім. Olaf Lilloe) та освячена 6 грудня 1908 року.
|  |  |  |  |  |
|  |  |  |  |  |

Реконструкція та будівельні перетворення, що почалися в 2008 році і розтягнулися на кілька років, зажадали значних інвестицій та суттєвої допомоги волонтерів.

## Будова
В архітектурному відношенні храмовий комплекс типовий для цегляних церковних будівель, що будувалися на межі століть у північній Європі.

### Дзвіниця
Вежа з дзвонами (нім. Kirchturm, Glockenturm) заввишки 75 метрів добре видно здалеку з різних точок зору. Дзвіниця має квадратну основу, на якій кріпиться опорний майданчик для восьмигранної надбудови з мідним куполоподібним завершенням, що вінчає її, ліхтарем і шпилем з хрестом.

### Церква
У будівлю церкви ведуть три портали, над якими встановлені відреставровані скульптури з пісковика, що зображують чотирьох євангелістів.
Внутрішній простір церкви зверху замикає восьмикутний купол. Над головною залою підіймаються хори, їхні балюстради прикрашені рельєфами.

### Гостьові будівлі
Прилеглий до дзвіниці гостьовий будинок (нім. Gasthaus) виходить на Шенхаузер-алеї. Бічні флігелі (північний та південний) розташовані у внутрішньому дворі. Гостьові будівлі обладнані всім необхідним для прийому тих, хто бажає на якийсь час поринути у монастирське життя. Фасади цих будівель прикрашені в стилі історизму з елементами неоготики, неоренесансу, необарокко та відлуннями романського стилю (нім. Rundbogenstil) — з декоративною аркою входу, з дворівневими бальконами, що виступають, і аркадами в галереях.

## Оснащення

### Орган

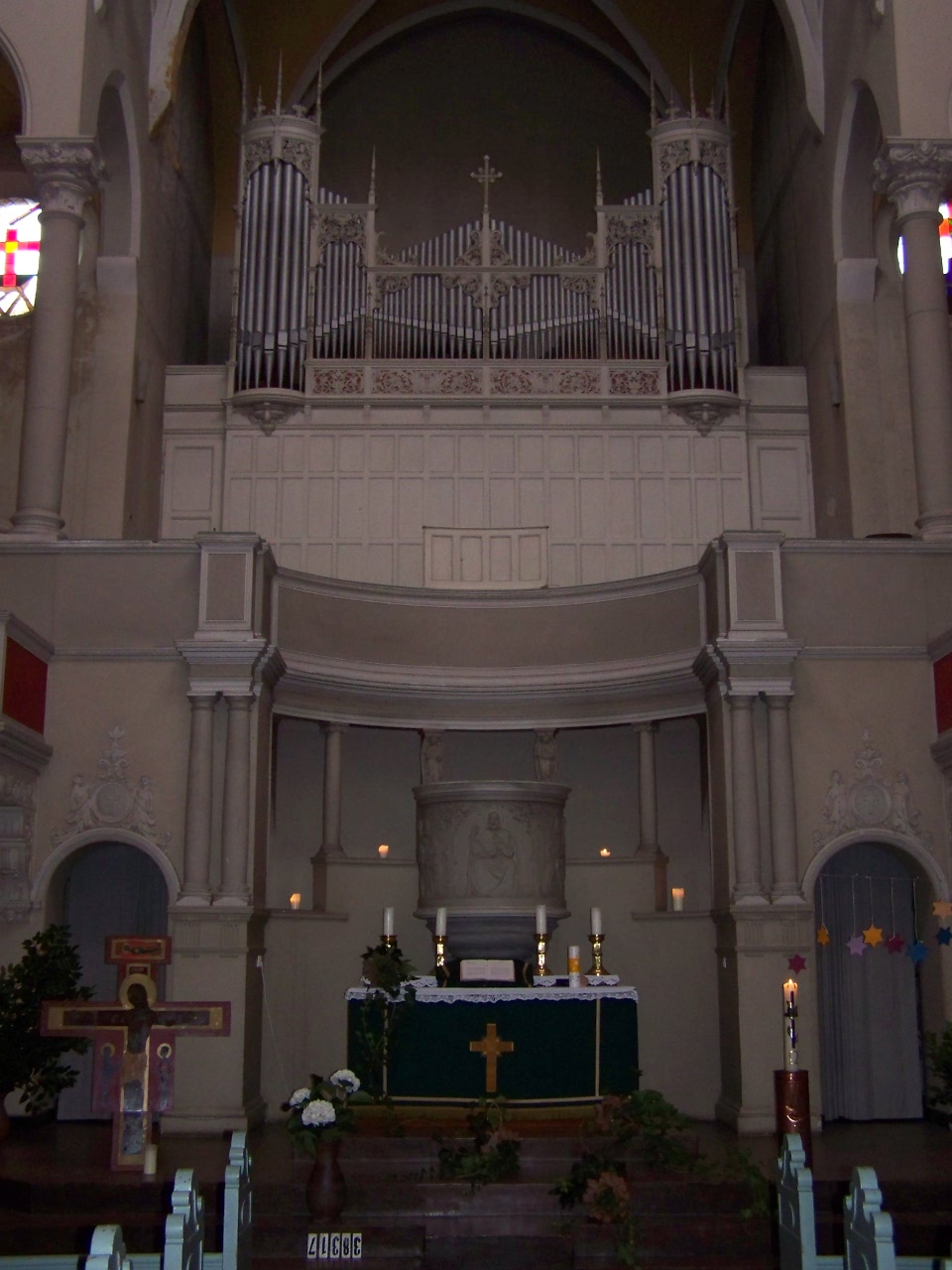
Вівтар і орган у церкві

Розташований над вівтарем церковний орган було створено у Франкфурті-на-Одері у майстерні відомого межі XIX і XX століть Вільгельма Зауера. Орган має 2332 труби, 32 регістри, одну педальну клавіатуру і дві для гри руками. Потсдамська фірма ( нім. Alexander Schuke Potsdam Orgelbau ) в роки з 1953 по 1959 реставрувала інструмент, що змінило його гучання.

### Дзвони
Три дзвони церкви, що мають дистанційне управління, важать 1200, 850 і 460 кілограмів. На них вижолоблені написи з четвертої книги Мойсея, котра мовить про благословення, даному Аарону:
- Нехай благословить тебе Господь і збереже тебе;
- Господь світлим образом Своїм засяє над тобою і помилує тебе;
- Господь оберне до тебе твар Свою і дасть тобі мир.

## Використання
Не лише парафіянам церкви, а й усім бажаючим надається можливість пожити деякий час у «міському монастирі». Потужні стіни захищають від метушні галасливого столичного життя. У внутрішньому дворі з садом, в інтер'єрах будівель комплексу створено умови для організації різноманітних зустрічей, бесід, семінарів та спільних свят. Десятирічний ювілей міського монастиря відзначили у серпні 2017 року великим святом з екскурсіями під час дня відкритих дверей, виставками, концертами та розважальною дитячою програмою  .